# 后内跳
后内跳，也称后内结环跳，即Salchow jump，是花样滑冰业余比赛的六种常见跳跃中技术难度第二低的跳跃。在花样滑冰界，Salchow jump常简写为Salchow或字母S。

## 技巧
对逆时针旋转的运动员而言，后内跳，起跳时向后滑行，用左足后内刃起跳，右足刀齿不点冰，旋转360度后，用右足后外刃落冰，左足不接触冰面，并向后滑行。
对顺时针旋转的运动员而言，后内跳，起跳时向后滑行，用右足后内刃起跳，左足刀齿不点冰，旋转360度后，用左足后外刃落冰，右足不接触冰面，并向后滑行。
后内跳既可作为单跳，又可作为联合跳跃中的第一跳，或连续跳跃中的某个跳。

## 分值表
根据国际滑冰联盟（ISU）于2004年通过的《国际滑冰联盟新评分系统》，后内跳的基础分值见下表：
| 中文全称   | 英文全称               | 英文缩写 | 空中旋转 | 基础分值 |
| ---------- | ---------------------- | -------- | -------- | -------- |
| 后内一周跳 | single Salchow jump    | 1S       | 360度    | 0.4      |
| 后内两周跳 | double Salchow jump    | 2S       | 720度    | 1.3      |
| 后内三周跳 | triple Salchow jump    | 3S       | 1080度   | 4.3      |
| 后内四周跳 | quadruple Salchow jump | 4S       | 1440度   | 9.7      |

## 历史
后内跳由瑞典运动员乌尔里克·萨尔科夫于1909年发明，因此得名萨尔科夫跳（Salchow jump）。美国选手Theresa Weld是第一位在比赛中成功完成后内一周跳的女运动员，她在1920年夏季奥林匹克运动会中因完成了后内跳，被指责为“不像淑女（unladylike）”（实际上这个动作没有任何不雅之处）。然而，这无法阻止其他女运动员尝试这种跳跃动作。
瑞典选手伊利斯·格拉夫斯特伦于1920年代成为第一位在比赛中成功完成后内两周跳的运动员。直到1930年代末，英国运动员塞西莉亚·科莱奇成为第一位在比赛中成功完成后内两周跳的女运动员。在1955年世界花样滑冰锦标赛中，美国选手Ronnie Robertson成为第一位在比赛中成功完成后内三周跳的运动员。在1962年加拿大锦标赛中，该国选手彼得拉·布尔卡成为第一位在比赛中成功完成后内三周跳的女运动员，后内三周跳也成为女运动员在比赛中成功完成的第一种三周跳。
在1998年世界青少年花样滑冰系列赛中，美国选手蒂莫西·戈貝爾被认为是第一位在比赛中完成后内四周跳的运动员，尽管当时他因采取双足起跳这种不规范的动作而受到争议。在2001年国际滑联的四大洲锦标赛上，中国选手李成江成为第一位在比赛中采取单足起跳的标准动作并成功完成后内四周跳的运动员。在2002年世界青少年大奖赛总决赛中，日本选手安藤美姬成为第一位在比赛中成功完成内四周跳的女运动员，后内四周跳也成为女运动员在比赛中成功完成的第一种四周跳。
在2018年索非亚世青赛中，俄羅斯選手亞歷山德拉·特魯索娃也成功在自由滑中完成后内四周跳并获得了GOE加分。
在2019年埼玉世界花式滑冰锦标赛中，哈萨克斯坦选手伊莉莎白·图尔辛巴耶娃成功在自由滑中完成后内四周跳，成为第一位在成年组比赛中完成四周跳的女运动员。